# Amt Botenlauben
Das Amt Botenlauben (auch Vogtei Botenlauben) war ein Amt des Hochstifts Würzburg.

## Geschichte
Kern des Amtes war die Burg Botenlauben. 1234 verkaufte Otto von Botenlauben die Burg mit Zubehör an das Hochstift Würzburg. Im Rahmen der Territorialisierung wurde daraus das Amt Botenlauben. 1315 wurden erstmals Amtmänner in Botenlauben, 1327 wurde erstmals das Amt Botenlauben selbst erwähnt. 1339 erwarb Würzburg Eigenleute derer von Grumbach im Amtsbezirk und rundete ihn damit ab.
Das Amt Botenlauben wurde vielfach verpfändet: 1356 an Lutz von Thüngen, 1364 an Albrecht von Heßberg, 1402 an Friedrich I von Henneberg. Nach über 70 Jahren im Henneberger Besitz erwarb 1474 B. Rudolf von Scherenberg die Pfandschaft. 1521 löste Würzburg die letzte Verpfändung von Reinhard von Steinau-Steinrück endgültig ein.
Zu diesem Zeitpunkt war die Burg bereits zerfallen. Das Amt bestand nun nur noch dem Namen nach und wurde vom Amtmann des Amtes Ebenhausen mit verwaltet. 
Das Amt Botenlauben verfügte über Vogteirechte. 1439 wurde Peter Herbstadt als Vogt genannt, 1476 wurde das Amt explizit als Vogtei bezeichnet. 
Im Dreißigjährigen Krieg stand das Amt 1631 bis 1634 unter schwedischer bzw. sachsen-weimarischer Regierung. Organisatorisch wurde das Hochstift in Hauptmannschaften eingeteilt. Die Hauptmannschaft Mainberg bestand aus den Ämtern Mainberg, Haßfurt, Ebenhausen und Werneck, der Vogtei Bodenlauben und dem Amt Theres.
Die Statistik des Hochstiftes Würzburg von 1699 führt es nicht mehr als eigenes Amt, sondern nennt die Orte unter dem Amt Ebenhausen. Das Amt bestand aus Arnshausen, Reiterswiesen mit (Unter-)Botenlauben, Kronungen und Oberwerrn.